# Telelever

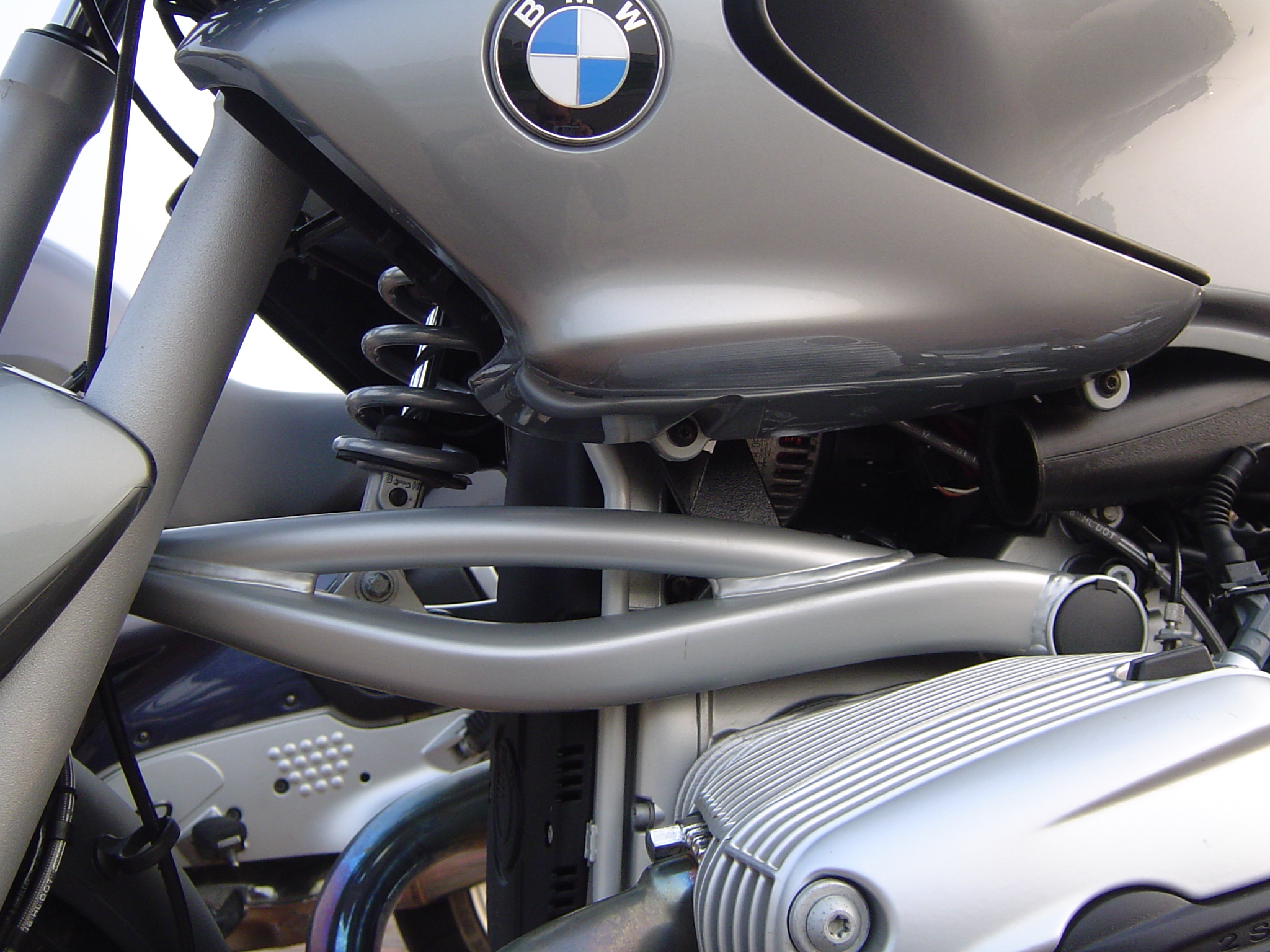
De draagarmen van het telelever-systeem scharnieren in het motorblok

Telelever is een voorvorksysteem van BMW motorfietsen.

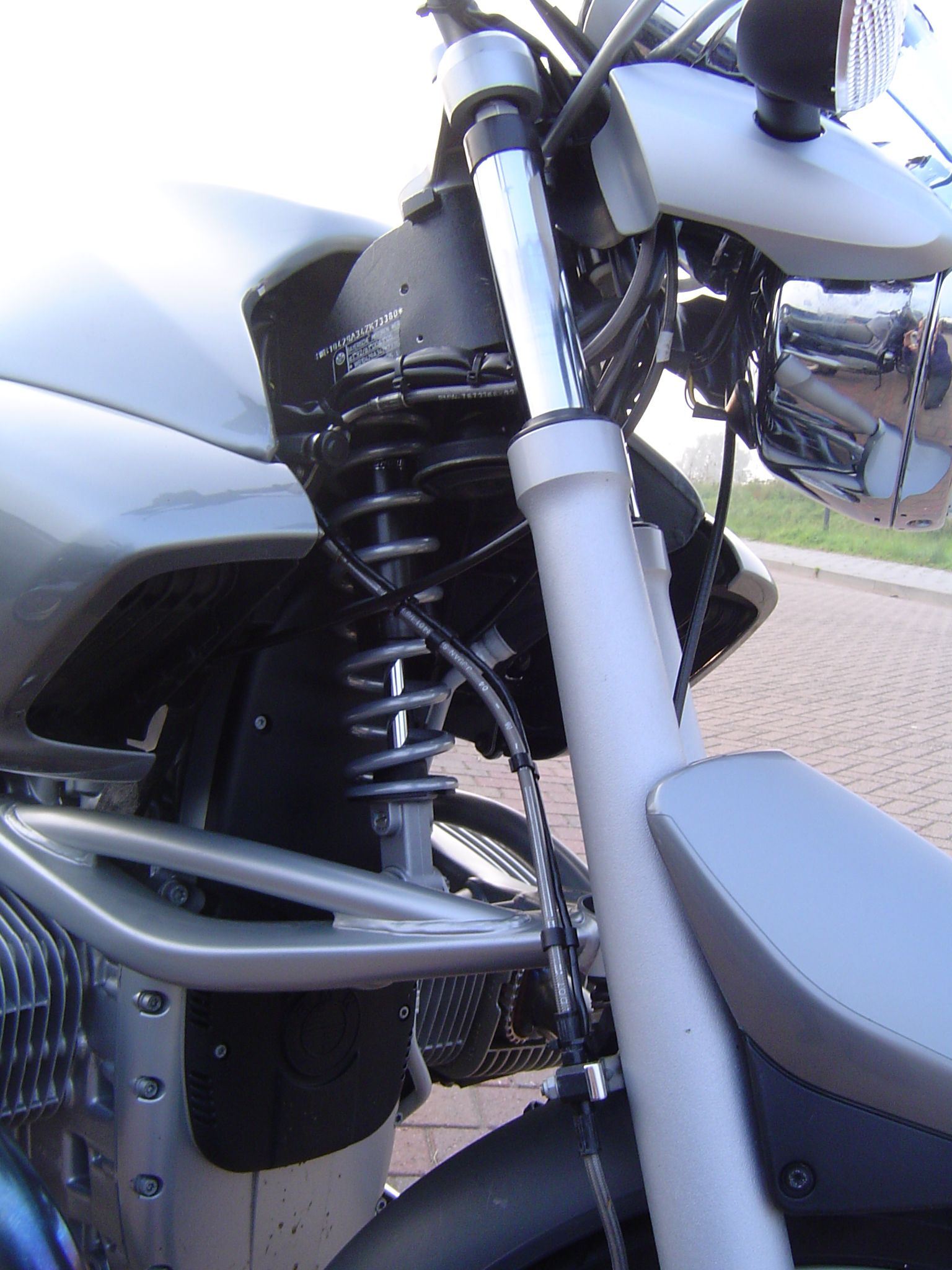
Bij het telelever-systeem is de voorvork niet voorzien van veren en dempers, het centrale veer/demperelement doet het werk

Telelever is een telescoopvork zonder veer- en demperelementen, scharnierend opgehangen aan twee triangels (A-armen). Daartussen zit een eenvoudige veer-dempereenheid. Voordelen: geen stick-slip eenvoudige afstelling, automatisch anti-duik-effect, geen wijziging van de stuurgeometrie tijdens het remmen, grotere stijfheid.